# دوشیزه اویو
دوشیزه اویو (به ژاپنی: お遊さま, Oyū-samatari) فیلمی ژاپنی در ژانر درام به کارگردانی کنجی میزوگوچی است که در سال ۱۹۵۱ اکران شد. از بازیگران آن می‌توان به کینویو تاناکا و نوبوکو اوتاوا اشاره کرد.